# Paranthrenopsis siniaevi
Paranthrenopsis siniaevi is een vlinder uit de familie wespvlinders (Sesiidae), onderfamilie Tinthiinae.
Paranthrenopsis siniaevi is voor het eerst wetenschappelijk beschreven door Gorbunov & Arita in 2000. De soort komt voor in het Oriëntaals gebied.